# Большая Московская улица (Великий Новгород)
Больша́я Моско́вская улица — улица в Великом Новгороде. Проходит с юга на север через всю Торговую сторону и является одной из основных магистралей города.
Начинается у берега Волхова от перекрёстка с Нутной и Посольской улицами. Идёт параллельно набережной Александра Невского до улицы Державина. Протяжённость 3500 м.

## История
Большая Московская проходит по месту, где в древности шла Пробойная-Плотенская улица (Большая Плотенская, Большая Пробойная, Пробойная), название которой впервые упоминалось в 1566 году.
В 1730 году начались первые планировочные работы по прокладке Большой Московской. Архитектором являлся Григорий Охлопков. Окончательно улица сформировалась в конце XVIII века в результате генеральной перепланировки Новгорода. До 1954 года на ней находился единственный мост через Фёдоровский ручей (см. Улица Фёдоровский ручей).
За свою историю улица носила несколько названий. В XIX — начале XX вв. участок от набережной Александра Невского до Ильиной улицы назывался Большой Михайловской улицей, остальная часть от Ильиной до Хутынской — Большой Московской. На плане 1900 года участок от вала Окольного города до северной оконечности указан как Никольская улица. В то время за валом располагалась одноимённая слобода.
1 ноября 1933 года в связи с 15-летием Комсомола Большая Михайловская была переименована в Комсомольскую улицу. Предположительно до Великой Отечественной войны Большая Московская улица стала называться Московской.
1 апреля 1946 года Комсомольская улица была присоединена к Московской. 21 апреля 1964 года Московская улица получила название проспект Ленина. 12 сентября 1991 года улице было возвращено название Большой Московской, включая и ту её часть, которая ранее была Большой Михайловской.

## Достопримечательности
Большая Московская частично сохранила историческую застройку XVIII—XIX вв. На улице находится целый ряд городских достопримечательностей: архитектурный ансамбль Ярославова Дворища, художественная галерея «На Торгу», церкви Благовещения и Михаила Архангела на Витковом переулке, Климента на Иворовой улице, Дмитрия Солунского, Никиты Мученика, дом губернатора Я. Е. Сиверса, дом В. Э. Берга, здание бывшей мужской гимназии, кордегардия у Московской заставы, дом Г. М. Сметанина, дом Д. В. Штрошерер, парк 30-летия Октября, стадион «Электрон», НГТРК «Славия» и др.